# Oschatz
Oschatz là một thị xã thuộc huyện Nordsachsen, trong bang tự do Sachsen, nước Đức. Đô thị Oschatz có diện tích 55,31 km², dân số thời điểm ngày 31 tháng 12 năm 2005 là 16.037 người. Đô thị này có cự ly 60 km về phía đông Leipzig và 60 km về phía tây của Dresden.

## Kết nghĩa
Oschatz kết nghĩa với:
- Blomberg, Đức
- Filderstadt, Đức
- Starogard Gdański, Ba Lan
- Třebíč, Cộng hoà Séc
- Vénissieux, Pháp